# Poa poophagorum
Poa poophagorum là một loài thực vật có hoa trong họ Hòa thảo. Loài này được Bor miêu tả khoa học đầu tiên năm 1948.